# متحف دار بلغازي
متحف دار بلغازي هو متحف يقع بمنطقة بوقنادل شمال مدينة سلا بالمغرب. يعتبر أول متحف إثنوغرافي خاص في إفريقيا والعالم العربي، حيث تأسس سنة 1996. يحتوي المتحف على آلاف التحف القيمة والنفيسة، منها مجموعة متنوعة من الآلات الموسيقية (الأندلسية والأمازيغية)، والأسلحة القديمة والملابس التقليدية، والسجادات، والنوافير مزينة بالزليج، القطع النقدية، والنصوص القرآنية وغيرها.
من أقدم التحف التي يحتوي عليها المتحف بيضة ديناصور متحجرة تعود إلى ملايين السنين، تم العثور عليها بإحدى مناطق إقليم الراشيدية، وشجرة سلالة الرسول مكتوبة على رق الغزال وعلى ورق النخيل (من منطقة تافيلالت)، تعود إلى القرن الرابع الهجري، كل هذا يجعل من متحف بلغازي يعكس بتحفه تاريخ المغرب وحضارته، وهو مقصد السياح من مختلف أنحاء العالم، ويصنف في كتب المتاحف العالمية كواحد من أهم المتاحف الخاصة في العالم؛ لأنه يضم أروع الكنوز التي تعكس ثقافة المغرب وحضارته، وهو اليوم، أهم مقصد للبعثات الدبلوماسية وعشاق السياحة الثقافية في المغرب.

## أصل التسمية
عائلة بلغازي عائلة مغربية تنحدر من مدينة فاس. عُرفت العائلة باهتمامها بالثرات الوطني و جمعه، كما اختص بعض افرادها في فن الخياطة والتطريز وكذا النسيج وبتطريز سروج الفرسان٠
سنة 1996، قرّر أحد أفراد العائلة، عبد الإله بلغازي (مواليد 1956 - مختص في علم الإثنوغرافيا وخبير في التحف)، الحفاظ على ما تركته الأجيال السابقة من إرث عائلي وعرضه بشكل فني حتى يطلع عليه جمهور واسع، فأسّس متحفا لهذا الغرض قرب مدينة سلا، نظرا لارتباطه بها. سمّي المتحف باسم العائلة، و بقي عبد الإله بنغازي مديره ومحافظه حتى توفي يوم 16 يناير 2021.

## معلومات عامة
تقدر مساحة متحف «دار بلغازي» بسبعة آلاف متر مربع، أي هكتارين، كما يحتوي تقريبا على خمسة آلاف تحفة قيمة، تٌعرض في سبعة أروقة مختلفة.
يوجد المتحف بالمحاذاة مع الطريق الوطنية الرابطة بين مدينتي سلا والقنيطرة ويمكن الوصول إليه بواسطة وسائل نقل خاصة أو عمومية من بينها الحافلات.